# Hymenoscyphus cyathoidea
Hymenoscyphus cyathoidea är en svampart. Hymenoscyphus cyathoidea ingår i släktet Hymenoscyphus och familjen Helotiaceae.

## Underarter
Arten delas in i följande underarter:
- epilobii
- solani